# 저우잉쥔
저우잉쥔(중국어 간체자: 周英俊, 병음: Zhōu Yīngjùn, 한자음: 주영준, 1993년 8월 1일 ~ )은 중국의 배우, 가수, 진행자이다.